# ホロ大聖堂
ホロ大聖堂（ホロだいせいどう、英語: Jolo Cathedral）として広く知られる、カルメル山の聖母大聖堂（Cathedral of Our Lady of Mount Carmel）は、フィリピン、スールー州ホロにあるカトリック教会の大聖堂、ホロ使徒座代理区の司教座。この大聖堂は、フィリピン、バンサモロ自治地域内にあるスールー州の火山島、ホロ島に位置している。この大聖堂は、カルメル山の聖母としての聖母マリアに捧げられている。

## 襲撃事件
2010年1月10日、かつて当地の司教であったフランシス・ジョセフ・マクサーリー (Francis Joseph McSorley) とベンジャミン・デ・ジーザスの墓の近くで手榴弾が投じられ、死傷者などは出なかったものの、何枚もの窓が砕け散った。この爆発は、ミサが執り行われる時刻の1時間前に発生した。死傷者はいなかった。
2010年5月20日の夜、午後9時30分には、この大聖堂の前で手榴弾が爆発した。大聖堂にも若干の被害が出た。報じられたところでは、死傷者はいなかった。

### 2019年の爆破事件
2019年1月27日、この大聖堂は、ミサの最中に爆破され、少なくとも18人が死亡、82人が負傷した。この襲撃については、イスラム国 (ISIL) が犯行声明を出した。
この襲撃の後、教会の建物は修繕された。2019年7月には、改めての聖別がおこなわれた。

### 2020年の爆破事件
2020年8月24日、ホロで2件の爆破事件が発生し、フィリピン陸軍の兵士7人、民間人6人、フィリピン国家警察の警官1人と、犯人が死亡し、75人が負傷した。2件の爆破事件のひとつは、大聖堂の近くで女性自爆テロ犯が引き起こしたものであった。